# Victor Conrad
Victor Conrad (* 25. August 1876 in Wien; † 25. April 1962 in Cambridge (Massachusetts), USA; auch zitiert als: Viktor Conrad) war ein österreichisch-amerikanischer Klimatologe und Geophysiker (Seismologe). Er entwickelte ein Seismometer für Starkbeben, gilt als Entdecker der nach ihm benannten Conrad-Diskontinuität in der Erdkruste und gilt als ein Mitbegründer der theoretischen Meteorologie.

## Leben
Conrad wurde in eine großbürgerliche jüdische Familie geboren. Er studierte Physik an der Universität Wien und promovierte 1900 am physikalisch-chemischen Institut unter dem Physiker Franz-Serafin Exner. Nach seiner Promotion wurde er ab 1901 an der Zentralanstalt für Meteorologie und Geodynamik (ZAMG) als Universitätsassistent angestellt. Nach der Einrichtung des Erdbebendienstes der ZAMG 1904 wurde er zu dessen erstem Leiter. 1906 erhielt er die Lehrberechtigung für Meteorologie an der Universität Wien und wurde 1910 zum außerordentlichen Universitätsprofessor der Kosmischen Physik an der Universität Czernowitz ernannt. Von 1911 bis 1914 organisierte Conrad das neue Institut für Kosmische Physik und das Observatorium. Zudem hielt er Vorlesungen über Physik der Erde, Astronomie, Klimatologie, Wettervorhersage und Seismologie.
Nach dem Zusammenbruch der österreichisch-ungarischen Monarchie musste Conrad, unter „Verlust der Lehrkanzel, Habe und Vermögen“ Czernowitz verlassen. In Wien wurde er wieder als Beamter in der Funktion des Leiters des Erdbebendienstes der ZAMG eingesetzt. Dass ihm die Funktion eines Beamten und nicht die eines Hochschulprofessors zugewiesen wurde, empfand Conrad stets als Demütigung. Erst 1926 verleiht ihm Bundespräsident Michael Hainisch den Titel eines ordentlichen Universitätsprofessors. In Österreich erfuhr Conrad antisemitische Diskriminierung. Als er sich 1923 um die Lehrkanzel für Meteorologie und Geophysik an der Universität Graz nach Heinrich von Ficker bewarb, begründete die Kommission zur Wiederbesetzung der Lehrkanzel die Nichtberücksichtigung von Conrad im Besetzungsvorschlag folgend:
„Prof. Conrad ist Jude und seine Ernennung würde schweren Widerstande seitens der Grazer Studentenschaft begegnen […] sieht die Kommission von einer Nominierung Dr. Conrads ab und beschränkt ihren Vorschlag auf die übrigen drei angeführten Gelehrten.“
Als ehemaliges Mitglied der SDAP war er im Ständestaat politisch verfemt. Am 30. April 1934 wurde er an der ZAMG
„mit Wartegebühr“ suspendiert und 1936 in den Ruhestand versetzt. Seine letzte Vorlesung an der Universität Wien hielt er im Wintersemester 1937/38 über „Niederschlag und Sonnenschein auf der Erde“. Nach dem „Anschluss“ Österreichs 1938 musste er nach Amerika emigrieren. Mit seiner Frau lebte er erst sehr einfach, sparsam und zurückgezogen und setzte dann seine Universitätslaufbahn fort. Von 1939 bis 1940 arbeitete Conrad an der Pennsylvania State University, Department of Meteorology, von 1940 bis 1942 an der New York University, anschließend am California Institute of Technology, der University of Chicago und seit 1944 an der Harvard University, wo er 1951 emeritiert wurde.
Conrads wissenschaftliches Lebenswerk umfasst mehr als 240 Aufsätze über die Meteorologie, Klimatologie und Seismologie. Das Conrad-Observatorium am Trafelberg in den Gutensteiner Alpen südlich von Wien ist nach ihm benannt, seine Witwe Ida F. trug finanziell zur Verwirklichung bei.

## Werke (Auswahl)
- Laufzeitkurven des Tauernbebens vom 28. November 1923. In: Mitteilungen der Erdbeben-Kommission, Akademie der Wissenschaften Wien, Neue Folge, Nr. 59 (1925), S. 1–23 (Digitalisat).
- Mit Leo Wenzel Pollak: Methods in Climatology. Harvard. Ed. 2, Cambridge 1950.